# Ellsworth Vines
Henry Ellsworth Vines Jr. (28. září 1911, Los Angeles – 17. března 1994, La Quinta) byl americký tenista a golfista. Podle statistik Artura Wallise Myerse byl v roce 1932 singlovou světovou jedničkou. Toho roku vyhrál dvouhru ve Wimbledonu a zároveň na americkém šampionátu, kde triumfoval už rok předtím. Roku 1932 také na domácím grandslamu vyhrál čtyřhru, v páru s krajanem Keithem Gledhillem. Rok poté spolu vyhráli debla na Australian Open a na US Open přidal titul ve čtyřhře smíšené, spolu s Elizabeth Ryanovou. Tyto úspěchy mezi amatéry ho přiměly roku 1934 přestoupit k profesionálům a i mezi nimi dosáhl značných úspěchů: vyhrál jak šampionát britský (1934, 1935), tak francouzský (1935) a americký (1939). V roce 1940 tenisové kurty opustil a přeorientoval se na golf. Roku 1942 se stal profesionálním golfistou, vyhrál Massachusetts Open (1946), Southern California PGA Championship (1951) a Utah Open (1955). V roce 1962 byl uveden do Mezinárodní tenisové síně slávy. Byl znám neobvyklými údery, při nichž jeho raketa opsala téměř kruh, než odpálila míček. Proslulý byl rovněž "vymetáním rohů".